# The English Patient (film)
The English Patient is een Brits-Amerikaanse epische film uit 1996, geregisseerd door Anthony Minghella en geproduceerd door Saul Zaentz. De film is gebaseerd op de gelijknamige roman van Michael Ondaatje uit 1992, winnaar van een Booker Prize. The English Patient heeft negen Oscars gewonnen, waaronder die voor de Beste Film, Beste Regie en Beste Vrouwelijke Bijrol (Juliette Binoche).

## Verhaal
Het is het einde van de Tweede Wereldoorlog. In een veldhospitaal in Toscane, Italië ligt een ernstig verbrande en stervende piloot, gevonden in een vliegtuigwrak in Noord-Afrika. De patiënt heeft geheugenverlies en geen legitimatie, en is door zijn accent enkel bekend als de "Engelse patiënt". Hij wordt verzorgd door Hana, een Frans-Canadese verpleegster. Als het hospitaal geëvacueerd moet worden, besluit zij met de patiënt achter te blijven in een door bommen verwoest klooster, aangezien hij in zijn conditie niet te ver mag reizen.
Langzaam komt zijn geheugen weer terug: hij blijkt de Hongaarse graaf László Almásy te zijn, een onderzoeker, werkzaam voor de Royal Geographical Society, die in de jaren dertig met een groep bezig was onbekende plekken in de Sahara in kaart te brengen. Tijdens deze expeditie werd hij vergezeld door de Engelsman Geoffrey Clifton en zijn vrouw Katherine. Katherine en László worden verliefd en László raakt betrokken in een web van bedrog en tragiek.
Ondertussen worden Hana en László in het klooster vergezeld door de Canadese duimloze dief Caravaggio, die op wraak uit is en meer weet over László's verleden, en Kip Steffens, een Sikh sappeur die is gespecialiseerd in het onschadelijk maken van landmijnen, en met wie Hana een relatie krijgt.

## Rolverdeling
Hoofdrollen
| Acteur               | Personage           |
| -------------------- | ------------------- |
| Ralph Fiennes        | Graaf László Almásy |
| Juliette Binoche     | Hana                |
| Willem Dafoe         | Caravaggio          |
| Kristin Scott Thomas | Katherine Clifton   |

Bijrollen
| Acteur             | Personage                   |
| ------------------ | --------------------------- |
| Naveen Andrews     | Kip                         |
| Colin Firth        | Geoffrey Clifton            |
| Julian Wadham      | Madox                       |
| Jürgen Prochnow    | Majoor Müller               |
| Kevin Whately      | Sergeant Hardy              |
| Clive Merrison     | Fenelon-Barnes              |
| Nino Castelnuovo   | D'Agostino                  |
| Hichem Rostom      | Fouad                       |
| Peter Rühring      | Bermann                     |
| Geordie Johnson    | Oliver                      |
| Torri Higginson    | Mary                        |
| Liisa Repo-Martell | Jan                         |
| Raymond Coulthard  | Rupert Douglas              |
| Philip Whitchurch  | Korporaal Dade              |
| Lee Ross           | Spalding                    |
| Anthony Smee       | Beach Interrogation Officer |
| Matthew Ferguson   | Jonge Canadese soldaat      |
| Jason Done         | Kiss Me Soldier             |
| Roger Morlidge     | Sergeant - Desert Train     |
| Simon Sherlock     | Private - Desert Train      |

## Ontstaan
Na het lezen van de roman wist regisseur Anthony Minghella dat hij het boek wilde verfilmen. Het duurde echter drie jaar voordat de film voltooid zou zijn. Hij trok onafhankelijk producent Saul Zaentz aan om de film te produceren. Deze wist een sterke filmploeg te verzamelen, bestaande uit enkele van de beste mensen binnen hun vakgebied. Hij bracht de film eerst naar 20th Century Fox, die de film zou financieren. Door onenigheid over onder andere actrice Kristin Scott Thomas (Fox zag liever een bekendere Amerikaanse actrice als Demi Moore) trok de studio zich vlak voordat de film in productie zou gaan uit het project. Er werd pas weer gefilmd nadat Zaentz een nieuwe geldschieter had gevonden in Miramax. Minghella bewerkte zelf het scenario. Hij week hierbij op enkele punten af van de roman.

## Ontvangst
The English Patient is goed ontvangen bij de pers en trok een groot publiek naar de bioscoop. De film wordt vooral gewaardeerd voor zijn esthetiek: de cinematografie van John Seale, vaak vergeleken met die van de films van David Lean, de montage van Walter Murch, de complexe verhaallijn en de sterke acteerprestaties. De film wordt door zijn succes en hoge production values gezien als een triomf voor de onafhankelijke film, ook al is de film eigenlijk gefinancierd en gedistribueerd door Disney.
De film kreeg vele prijzen, waaronder twaalf Oscarnominaties. Dit is niet verwonderlijk: de film werd uitgebracht in november, een tijd waarin veel mogelijke Oscarkanshebbers worden uitgebracht, en een intensieve reclamecampagne zette de film neer als een film die het verdiende om dé Oscarwinnaar van het jaar te worden. Uiteindelijk werd de film beloond met negen Oscars, waaronder die voor Beste Film en Beste Regie. Kirstin Scott Thomas kreeg een nominatie voor Beste Actrice, en Ralph Fiennes voor Beste Acteur. Juliette Binoche won de Oscar voor Beste Vrouwelijke Bijrol, waarbij ze onder andere favoriet Lauren Bacall (genomineerd voor The Mirror Has Two Faces, en nog nooit een Oscar gewonnen) achter zich liet.

## Nominaties en prijzen
Oscars
- Beste film - Saul Zaentz (gewonnen)
- Beste regisseur - Anthony Minghella (gewonnen)
- Beste vrouwelijke bijrol - Juliette Binoche (gewonnen)
- Beste camerawerk - John Seale (gewonnen)
- Beste montage - Walter Murch (gewonnen)
- Beste filmmuziek - Gabriel Yared (gewonnen)
- Beste Art Direction - Stephanie McMillan, Stuart Craig (gewonnen)
- Beste kostuums - Ann Roth (gewonnen)
- Beste geluid - Walter Murch, Mark Berger, David Parker, Christopher Newman (gewonnen)
- Beste acteur - Ralph Fiennes
- Beste actrice - Kristin Scott Thomas
- Beste aangepaste scenario - Anthony Minghella

Internationaal filmfestival van Berlijn
- Zilveren Beer - actrice - Juliette Binoche
- Nominatie Gouden Beer - Anthony Minghella